# Bromuro de telurio(IV)
El bromuro de telurio(IV), también conocido como tetrabromuro de telurio, es un compuesto químico. Su fórmula química es TeBr4. Contiene iones de telurio y bromuro. El telurio está en estado de oxidación +4.

## Propiedades
El bromuro de telurio(IV) es un sólido amarillo-naranja. Conduce electricidad cuando se funde. Se descompone en bromo y bromuro de telurio(II) cuando se calienta fuertemente.

## Preparación
Se hace reaccionando telurio con bromo.

## Usos
El bromuro de telurio(IV) se puede utilizar para hacer complejos con moléculas orgánicas.